# 大同特殊鋼
大同特殊鋼株式会社（だいどうとくしゅこう、英: Daido Steel Co., Ltd.）は、愛知県名古屋市東区に本社を置く大手特殊鋼メーカーである。
大同特殊鋼グループ（大同特殊鋼および大同特殊鋼の関係会社）は、大同特殊鋼、子会社64社（うち連結子会社64社）および関連会社8社（うち持分法適用会社8社）（2024年3月31日現在）で構成され、(1) 特殊鋼鋼材、(2) 機能材料・磁性材料、(3) 自動車部品・産業機械部品、(4)エンジニアリング、(5) 流通・サービスの5つのセグメントに分かれ幅広い事業活動を行っている。

## 概要
- 事業は、特殊鋼鋼材、機能材料・磁性材料、自動車部品・産業機械部品、エンジニアリング、流通・サービスの5部門に分かれている。主力製品の特殊鋼鋼材は、構造用鋼、軸受鋼、ステンレス鋼、チタン合金などを製造している。
- 航空機エンジン用シャフトでは世界シェア30%[4]、携帯電話・ハードディスクドライブ（HDD）モーター用磁石は子会社のダイドー電子で生産し携帯電話用世界シェア35%、HDD用世界シェア50%以上[5]、自動車用ターボチャージャー部品など、様々な製品で高シェアを確保している。
- 1950年（昭和25年）の事業再開当初は普通鋼の生産が中心であったが数年後に特殊鋼に特化した。1970年代の石油危機後は赤字に転落。1976年（昭和51年）に3社合併[6]により大同特殊鋼となった。
- 2006年（平成18年）12月にはブラジル ゲルダウグループ ピラティニ社との技術提携強化、2007年（平成19年）1月にはアメリカのベアリング・特殊鋼メーカーのティムケンと特殊鋼生産に関する業務提携を発表した。
- 企業グループとしてはかつては日本興業銀行グループに属していたが、日本興業銀行がみずほフィナンシャルグループに編成される前後から資本関係としては密な関係ではなくなってきている。
- 社名「大同」は、戦前の五大電力業者の一つで、福澤桃介が設立し木曽川水系に水力発電所を多く保有していた大同電力（戦時統合で日本発送電を経て関西電力に統合）の電気製鋼事業部門が分離して設立されたことによる。
- 愛知県名古屋市南区大同町の地名は、同社（星崎工場）に由来する。

## 沿革
- 1916年（大正5年）8月  - 名古屋電灯株式会社の製鋼部が独立し株式会社電気製鋼所発足。
- 1918年（大正7年）9月 - 名古屋電灯から製鉄部などが独立し木曽電気製鉄株式会社（後の木曽電気興業）発足。
- 1921年（大正10年）2月 - 大阪送電が木曽電気興業・日本水力を合併し大同電力株式会社に改称。
- 1921年（大正10年）11月 - 大同電力、木曽電気興業から継承した鉄鋼部門を分離し大同製鋼株式会社（初代）を設立。
- 1922年（大正11年）7月 - 大同製鋼が電気製鋼所から熱田工場・福島工場を引き継ぎ、株式会社大同電気製鋼所に改称（電気製鋼所は木曽川電力に改称）。
- 1934年（昭和9年） - 大同電気製鋼所、帝国発条株式会社を合併。
- 1938年（昭和13年） - 大同電気製鋼所から大同製鋼株式会社（2代目）に改称[2]。
- 1941年（昭和16年） - 富永鋼業株式会社を合併。
- 1950年（昭和25年）2月 - 企業再建整備法により新大同製鋼株式会社と大同鋼板株式会社（のち日鉄鋼板→日鉄住金鋼板→日鉄鋼板）に分割（登記上の設立日）。
- 1950年（昭和25年）9月 - 名古屋証券取引所第1部に上場[2]。
- 1951年（昭和26年）6月 - 東京証券取引所第1部、大阪証券取引所第1部に上場[2]。
- 1953年（昭和28年）2月 - 京都証券取引所に上場[2][注釈 1]。
- 1953年（昭和28年）3月 - 新大同製鋼から大同製鋼株式会社（3代目）に改称。
- 1955年（昭和30年）10月 - 新理研工業株式会社を合併[2]。
- 1957年（昭和32年）8月 - 株式会社東京製鋼所を合併[2]。
- 1964年（昭和39年）7月 - 関東製鋼株式会社を合併[2]。
- 1976年（昭和51年）9月 - 大同製鋼、日本特殊鋼、特殊製鋼が合併して大同特殊鋼株式会社に改称[2]。
- 1995年（平成7年）4月 - 特殊精工株式会社が大同スプラグ株式会社と合併し、大同アミスター株式会社（現・大同DMソリューション株式会社）に商号変更[2]。
- 2000年（平成12年）12月 - 下村特殊精工株式会社が千葉精機株式会社を吸収合併[2]。磁材事業を株式会社ダイドー電子に完全移管。
- 2001年（平成13年）11月 - ダイドーハーエンジニアリングを解散[2]。
- 2002年（平成14年）4月 - 大同特殊鋳造株式会社とダイドープレシジョンパーツが合併し、株式会社大同キャスティングスに商号変更。大同ライフサービス株式会社が株式会社大同サービスセンターを吸収合併[2]。
- 2004年（平成16年）10月 - 大阪証券取引所への上場廃止[2]。
- 2005年（平成17年）12月 - 名古屋市中区錦一丁目にある本店を同市東区東桜一丁目に移転。
- 2006年（平成18年）1月 - 特殊発條興業株式会社の全株式を日本発条株式会社に譲渡[2]。
- 2006年（平成18年）10月 - 日本鍛工株式会社を株式交換により完全子会社化[2]。
- 2007年（平成19年）10月 - 日本精線株式会社が大同ステンレス株式会社を吸収合併[2]。
- 2011年（平成23年）4月 - 大同電工（蘇州）有限公司を連結子会社化[2]。
- 2012年（平成24年）4月 - 大同アミスター株式会社が大同マテックス株式会社及び住友商事子会社の石原鋼鉄株式会社を吸収合併し、大同DMソリューション株式会社に商号を変更[2][7]。
- 2015年（平成27年）3月 - インターメタリックス ジャパン株式会社を子会社化[2]。
- 2015年（平成27年）9月 - スペシャルメタル社との合弁解消に伴い、大同スペシャルメタル株式会社を解散[8]。
- 2016年（平成28年）8月 - 大同特殊鋼株式会社　創業100周年[9]。それに伴いユニフォームをリニューアルする。
- 2017年（平成29年）1月 - 子会社のダイドー電子が同じく子会社のインターメタリックス ジャパン株式会社を吸収合併[10]。
- 2018年（平成30年）12月 - IHI愛知事業所の土地と建物の一部を売買契約すると発表。
- 2020年（令和2年）5月 - 「中津川先進磁性材料開発センター」を開所[11]。
- 2022年（令和4年）6月 - 監査等委員会設置会社に移行した[12]。
- 2024年（令和6年）3月 - 「健康経営銘柄2024」および「健康経営優良法人2024(ホワイト500)」に認定される[13]。
- 2024年（令和6年）6月 - 大同特殊鋼グループ 2026中期経営計画を発表[14]。
- 2026年（令和8年）2月 - 株式会社神戸製鋼所より日本高周波鋼業株式会社の全株式を取得し完全子会社化（予定）[15]。

## 主要事業所
出典：

### 本社
- 本店
  - 愛知県名古屋市東区東桜一丁目1-10
- 東京本社
  - 東京都港区港南一丁目6-35

### 各事業所
- 技術開発研究所 - 愛知県名古屋市南区大同町
- 星崎工場 - 愛知県名古屋市南区大同町
- 知多工場 - 愛知県東海市元浜町
- 知多第2工場 - 愛知県知多市北浜町
- 知多型鍛造工場 - 愛知県東海市元浜町
- 知多帯鋼工場 - 愛知県東海市元浜町
- 粉末工場 - 愛知県名古屋市港区竜宮町
- 君津工場 - 千葉県君津市君津（日本製鉄東日本製鉄所君津地区構内）
- 渋川工場 - 群馬県渋川市石原
- 王子工場 - 東京都北区神谷

### テクノセンター
- 滝春テクノセンター - 愛知県名古屋市南区滝春町
- 築地テクノセンター - 愛知県名古屋市港区竜宮町
- 中津川テクノセンター - 岐阜県中津川市茄子川
- 川崎テクノセンター - 神奈川県川崎市川崎区夜光

## 歴代社長
|                                                   | 氏名       | 在任期間                                             | 出身                                                 |
| 電気製鋼所                                        | 電気製鋼所 | 電気製鋼所                                           | 電気製鋼所                                           |
| ------------------------------------------------- | ---------- | ---------------------------------------------------- | ---------------------------------------------------- |
| 1                                                 | 下出民義   | 1916年8月19日 - 1917年9月12日                        | 関西法律学校（関西大学の前身）                       |
| 2                                                 | 福澤桃介   | 1917年9月27日 - 1922年7月28日 （以後木曽川電力社長） | 慶應義塾                                             |
| 大同製鋼（初代）→大同電気製鋼所→大同製鋼（2代目） |            |                                                      |                                                      |
|                                                   | 福澤桃介   | 1921年11月17日 - 1922年7月28日                       | 慶應義塾                                             |
| 3                                                 | 寒川恒貞   | 1922年7月28日 - 1931年6月11日                        | 京都帝国大学理工科大学電気工学科                     |
| 4                                                 | 下出義雄   | 1931年6月11日 - 1946年2月25日                        | 東京高等商業学校専攻科（経済史専攻、現在の一橋大学） |
| 5                                                 | 中村秀夫   | 1946年3月5日 - 1946年12月1日                         | 東京帝国大学                                         |
| 新大同製鋼→大同製鋼（3代目）→大同特殊鋼           |            |                                                      |                                                      |
| 6                                                 | 末廣幸次郎 | 1951年1月16日 - 1953年8月29日                        | 同志社大学                                           |
| 7                                                 | 里村伸二   | 1953年8月29日 - 1958年3月11日                        | 九州帝国大学                                         |
| 8                                                 | 石井健一郎 | 1958年3月1日 - 1973年8月30日                         | 名古屋高等商業学校（現在の名古屋大学経済学部）       |
| 9                                                 | 武田喜三   | 1973年8月30日 - 1982年9月29日                        | 京都帝国大学（新日本製鐵専務）                       |
| 10                                                | 秋田正彌   | 1982年9月29日 - 1986年5月30日                        | 東京帝国大学                                         |
| 11                                                | 木下浩次   | 1986年5月30日 - 1988年6月29日                        | 東京帝国大学                                         |
| 12                                                | 岸田寿夫   | 1988年6月29日 - 1992年6月26日                        | 東京帝国大学                                         |
| 13                                                | 冨田寛治   | 1992年6月26日 - 1998年6月26日                        | 東京大学                                             |
| 14                                                | 高山剛     | 1998年6月26日 - 2004年6月29日                        | 京都大学法学部                                       |
| 15                                                | 小澤正俊   | 2004年6月29日 - 2010年6月29日                        | 京都大学工学部                                       |
| 16                                                | 嶋尾正     | 2010年6月29日 - 2016年6月28日                        | 早稲田大学第一商学部商学科                           |
| 17                                                | 石黒武     | 2016年6月28日 - 2023年6月27日                        | 慶應義塾大学法学部政治学科                           |
| 18                                                | 清水哲也   | 2023年6月27日 -                                      | 名古屋大学工学部金属鉄鋼学科                         |

## 企業スポーツ活動
大同特殊鋼の企業スポーツは剣道部、ハンドボール部の専門部に始まり、バレーボール部、サッカー部、バドミントン部、ラグビー部、陸上競技部、ボウリング部などの準専門部も数多く活動している。

### 剣道部
過去には全日本実業団大会で準優勝を果たすなどの古豪である。近年、中部地区実業団ではトップクラスであるものの、優勝からは遠ざかっている。一方、女子剣道部は発足以降、急成長を見せており、2016年（平成28年）に開催された第19回全日本実業団女子剣道大会において準優勝を納めた。

### ハンドボール部
男子ハンドボールチームのフェニックスは、1973年（昭和48年）から3年連続で全日本実業団、国民体育大会、全日本総合、全日本選抜（NHK杯）の4冠を達成するなど、国内トップクラスの強豪チームである。獲得した全国タイトルは計63回（日本リーグ18回・日本選手権14回・全日本選抜3回・全日本実業団15回・全日本社会人2回・国体11回）で、全国社会人チーム中最多である。2016年（平成28年）12月時点。

### バレーボール部
大同特殊鋼レッドスターはVリーグのチャレンジリーグに所属している。

## 関係会社

### 日本国内
出典：

#### 特殊鋼鋼材事業
- 大同DMソリューション株式会社
- 大同エコメット株式会社
- 大同テクニカ株式会社
- 丸太運輸株式会社
- 桜井興産株式会社
- 泉電気工業株式会社
- 理研製鋼株式会社
- 川一産業株式会社
- 東北特殊鋼株式会社
- 大同興業株式会社

#### 機能材料・磁性材料事業
- 株式会社ダイドー電子
- 日本精線株式会社
- 下村特殊精工株式会社
- 日星精工株式会社

#### 自動車部品・産業機械部品事業
- フジオーゼックス株式会社
- 株式会社大同キャスティングス
- 東洋産業株式会社
- 日本鍛工株式会社
- 大同スターテクノ株式会社
- 大同精密工業株式会社

#### エンジニアリング事業
- 大同マシナリー株式会社
- 大同環境エンジニアリング株式会社
- 大同プラント工業株式会社

#### 流通・サービス事業
- 株式会社大同ライフサービス
- 木曽駒高原観光開発株式会社
- 株式会社大同分析リサーチ
- 株式会社大同ITソリューションズ

### 日本国外[18]
括弧内は所在地の国名。
- OHIO STAR FORGE CO. （アメリカ）
- DAIDO STEEL（AMERICA）INC. （アメリカ）
- 大同特殊鋼（上海）有限公司（中国）
- 大同模具鋼（広州）有限公司（中国）
- 大同特殊鋼（深圳）有限公司（中国）
- DAIDO DMS（THAILAND）CO., LTD. （タイ）
- DAIDO ELECTRONICS（THAILAND）CO.,LTD.（タイ・アユタヤ県）
- 天文大同特殊鋼股份有限公司 （台湾）
- DAIDO DMS MALAYSIA SDN. BHD. （マレーシア）
- DAIDO DMS SINGAPORE PTE. LTD. （シンガポール）

## 不祥事
産廃の不正販売
渋川工場で排出した、六価クロムなどの有害物質を含んだスラグを、業者に不正に販売していた疑いが浮上し、群馬県は2014年1月27日に、廃棄物処理法違反容疑で同工場に対する立入検査を実施した。産廃扱いを免れる目的だったと指摘されている。2014年8月までに渋川市、独立行政法人水資源機構、国土交通省関東地方整備局が道路工事等について砕石と直下の土壌を調査した結果、基準値を超えるフッ素と六価クロムが検出されたことが発表された。2015年9月11日には群馬県警が強制捜査を行い、2016年4月26日には大同特殊鋼と同社の役員、子会社の大同エコメットと同社の役員らが、廃棄物処理法違反容疑で書類送検されている。